# Victor Kamhuka
Victor Kamhuka (Harare, 2 aprile 1990) è un calciatore zimbabwese, difensore del Samtse.

## Carriera

### Club
Dopo aver giocato per una stagione in patria agli Eagles si trasferisce in Sudafrica, trascorrendo un triennio nella massima serie locale (in particolare è per due stagioni nella rosa degli Mpumalanga Black Aces e per una in quella dei Black Leopards). Torna poi nuovamente in patria, dove gioca un biennio in massima serie con i Dynamos, con cui peraltro vince anche due campionati consecutivi. Gioca poi per varie stagioni in Asia (precisamente in India, Nepal, Birmania e Malaysia).

### Nazionale
Il 29 marzo 2021 esordisce con la nazionale zimbabwese giocando l'incontro di qualificazione per la Coppa d'Africa 2021 perso 0-2 contro lo Zambia.

## Statistiche

### Cronologia presenze e reti in nazionale
| Cronologia completa delle presenze e delle reti in nazionale ― Zimbabwe | Cronologia completa delle presenze e delle reti in nazionale ― Zimbabwe | Cronologia completa delle presenze e delle reti in nazionale ― Zimbabwe | Cronologia completa delle presenze e delle reti in nazionale ― Zimbabwe | Cronologia completa delle presenze e delle reti in nazionale ― Zimbabwe | Cronologia completa delle presenze e delle reti in nazionale ― Zimbabwe | Cronologia completa delle presenze e delle reti in nazionale ― Zimbabwe | Cronologia completa delle presenze e delle reti in nazionale ― Zimbabwe |
| Data                                                                    | Città                                                                   | In casa                                                                 | Risultato                                                               | Ospiti                                                                  | Competizione                                                            | Reti                                                                    | Note                                                                    |
| ----------------------------------------------------------------------- | ----------------------------------------------------------------------- | ----------------------------------------------------------------------- | ----------------------------------------------------------------------- | ----------------------------------------------------------------------- | ----------------------------------------------------------------------- | ----------------------------------------------------------------------- | ----------------------------------------------------------------------- |
| 29-3-2021                                                               | Harare                                                                  | Zimbabwe                                                                | 0 – 2                                                                   | Zambia                                                                  | Qual. Coppa d'Africa 2021                                               | -                                                                       |                                                                         |
| Totale                                                                  |                                                                         | Presenze                                                                | 1                                                                       |                                                                         | Reti                                                                    | 0                                                                       |                                                                         |

## Palmarès

### Club

#### Competizioni nazionali
- Premier Soccer League: 2

Dynamos: 2013, 2014